# Boca Grande Key
Boca Grande Key est une île des Keys, archipel des États-Unis d'Amérique situé dans l'océan Atlantique, au sud de la péninsule de Floride. Elle relève du Key West National Wildlife Refuge.
C'est l'île la plus grande et la plus à l'ouest des Mule Keys.

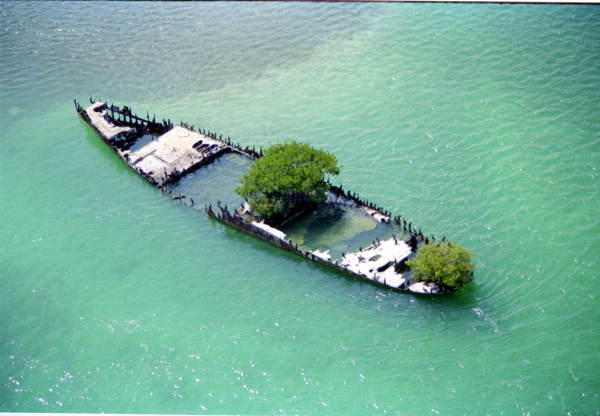
Récif artificiel à proximité de Boca Grande Key